# Rodrigo Guirao Díaz
Pour les articles homonymes, voir Guirao et Díaz.
Rodrigo Guiraro Díaz (né le 18 janvier 1980 à Vicente López, Buenos Aires, en Argentine) est un acteur argentin.

## Filmographie
- 2003 : Rebelde Way (feuilleton télévisé)
- 2007 : De tout mon cœur (Patito Feo) (TV)
- 2010 : Terra ribelle (série télévisée)
- 2012 : La Chartreuse de Parme (TV)
- 2012 : Terra ribelle 2 - Il Nuovo Mondo (série télévisée)
- 2015 : Solo Química : Eric
- 2015-2018 : Señora Acero : Mario Casas/Gustavo Bertuol/Roberto +